# Dika Newlin
Dika Newlin (22 de novembre de 1923 – 22 de juliol de 2006) va ser una compositora, pianista, professora, musicòloga i cantant de punk rock estatunidenca. Als 22 anys va acabar el doctorat a la Universitat de Colúmbia. Fou una de les últimes i més brillants alumnes d'Arnold Schönberg, i professora a la Virginia Commonwealth University a Richmond, entre el 1978 i el 2004. Amb setanta anys, va actuar com a imitadora d'Elvis i va fer concerts de punk rock a Richmond, Virginia. Apareix al documental Dika: Murder City.

## Primers anys
Dika Newlin va néixer a Portland, Oregon. El seu nom, escollit per la seva mare, fa referència a una de les Amazones que apareixen als poemes de Safo. Amb els seus pares, professors, va mudar-se a East Lansing, Michigan, per la nova feina del seu pare, professor d'anglès a la Michigan State University. Cap dels seus pares eren músics, però la seva àvia va ser professora de piano, i el tiet compositor. Newlin va aprendre a llegir el diccionari als 3 anys, i va començar a estudiar piano als 6 anys, amb el professor Arthur Farwell. Ell va ser qui va despertar-li l'interès per la composició, i amb 8 anys va escriure la primera peça simfònica, Cradle Song. Aquesta va ser afegida al repertori del director de l'orquestra de Cincinnati Vladimir Bakaleinikoff, i interpretada tres anys més tard per l'Orquestra Simfònica de Cincinnati. Uns anys més tard, el 1941, va ser interpretada a Nova York juntament amb el jove prodigi d'11 anys Lorin Maazel al podi de la NBC Summer Symphony.
Bakaleinikoff, captivat per les seves aptituds per la composició, va proposar perquè la jove Dika Newlin estudiés amb Arnold Schoenberg, dient: “ara ha d'anar amb Schoenberg. És el moment correcte… Feu-ho per la música d'Amèrica!”.

## Educació
Newlin va començar l'educació primària als 5 anys i la va acabar als 8. Es va graduar a l'escola secundària quan en tenia 12, i va ser admesa a la Universitat Estatal de Michigan, on els seus pares hi havien treballat. El primer any es va matricular a la Universitat de Califòrnia a Los Angeles, on Schoenberg era professor. Va tornar a Michigan el 1939, i amb 16 anys es va graduar en literatura francesa. Després va tornar a Los Angeles per continuar els estudis amb Schoenberg i acompanyada de la seva mare ja que encara era molt jove.
Newlin va escriure un diari dels anys d'estudi amb Schoenberg, a qui anomenava "Oncle Arnold". Va publicar el diari l'any 1980 amb el títol Schoenberg Remembered: Diaries and Recollections (1938-76). En una entrada del diari relata com Schoenberg va criticar l'escriptura del seu quartet de corda per "massa pianística". Després que ella reconegués que sabia que no era el millor, Schoenberg va respondre: "No, no és el millor, ni tan sols el segon millor, potser el millor cinquantè, sí?".
Després d'acabar el màster l'any 1941, va anar a la Universitat de Colúmbia per cursar els estudis de doctorat, on va estudiar, entre d'altres, amb figures com Roger Sessions, Artur Schnabel i Rudolf Serkin. L'any 1945, amb 22 anys, va ser la primera de Columbia en rebre un doctorat en musicologia. La tesi doctoral de Newlin es va publicar el 1947 amb el títol Bruckner, Mahler, Schoenberg. El 1978, W. W. Norton, Nova York, en va publicar una versió revisada i ampliada. El seu assessor de tesi i cap de departament de la universitat en aquell moment fou Paul Henry Lang que, com explica Newlin, "no era fan de Mahler, Bruckner o Schoenberg, però prou objectiu com per donar suport a un estudiant que elabori una bona dissertació sobre ells".

## Carrera acadèmica i musical
Després de rebre el doctorat, Newlin va treballar de professora al Western Maryland Collage, i més tard a la Syracuse University. Va tornar a treballar amb Schoenberg els estius de 1949 i 1950. En aquesta època, va escriure la seva biografia i va rebre una beca Fulbright d'investigació durant els primers anys a Viena. Va passar un any a Àustria, va actuar a París, va fer conferències sobre música americana i va fer  diversos enregistraments amb el violista Michael Mann. També va interpretar el seu Trio amb piano op. 2 al Festival de la Societat Internacional de Música Contemporània de 1952, a Salzburg.
Més tard va tornar als Estats Units i va fundar el departament de música de la Drew University, on va ensenyar fins al 1965. Després es va traslladar a la Universitat del Nord de Texas fins al 1973, que va anar a la Universitat Estatal de Montclair per dirigir el Laboratori de Música Electrònica. El 1976 va deixar de treballar, i va dedicar els dos següents anys a la composició i escriptura, fins que el 1978 es va unir a la Virginia Commonwealth University per desenvolupar un nou programa de doctorat en música. Cap a la dècada dels 80, Dika Newlin s'interessà per la música popular.
Newlin, una de les últimes alumnes de Schoenberg, va ser "una dels pioners de la investigació de Schoenberg a Amèrica", segons la doctora Sabine Feisst, professora de musicologia de la Universitat Estatal d'Arizona. Més tard, Newlin va escriure la biografia d'Arnold Schoenberg per a l'Enciclopèdia Britànica, a més de molts altres articles i traduccions sobre temes musicals.
Newlin estava interesada en música electrònica, teatre musical experimental i multimèdia, i va estar activament implicada en aquestes àrees com a compositora, professora i intèrpret. El catàleg de composicions de Dika Newlin inclou tres òperes, cançons, una simfonia per a cor i orquestra, un concert per a piano, una simfonia de cambra i nombroses obres vocals, de cambra i tècniques combinades.
Newlin també va traduir a l'anglès moltes de les obres en alemany de Schoenberg. També va cantar en una interpretació de Pierrot Lunaire de Schoenberg que ella mateixa havia traduit a Lubbock, Texas, l'any 1999.

### Punk Rocker
A mitjans de la dècada de 1980, Newlin va crear un nou personatge d'ella mateixa, una punk rocker vestida de cuir amb els cabells taronja brillant. Va aparèixer a algunes pel·lícules de terror de Michael D. Moore,  productor de Richmond. A la pel·lícula Creep (1995) del director Tim Ritter, va interpretar un personatge vestit amb jaqueta de cuir de moto, que es dedica a enverinar els aliments per a nadons d'un supermercat.
Aquell mateix any, Moore va dirigir el documental sobre Newlin titulat Dika: Murder City. El títol va ser extret d'una cançó que Newlin interpretava a l'espectacle de "cabaret" en solitari que va fer durant uns anys, abans de convertir-se en una dels temes més populars de la seva banda ApoCowLypso, formada el 1985 amb els cantautors Brooke Saunders i Manko Eponymous, i el bataeria Hunter Duke. Amb ApoCowLypso, Newlin va fer de corista i percussionista (fusta de rentar, tamborí, campanes de temple) en els peculiars espectacles en directe del grup, i en l'EP "Meat the Apocowlypso", la cançó "Electronic Preacher/Richmond Flood" i l'enregistrament inicial de "Let It Was". Havent provat més de 20 baixistes, l'any 1988 els membres d'ApoCowLypso es van separar per continuar amb altres projectes.
L'any 1994, Dika Newlin va actuar a la pel·lícula GWAR Skulhedface.

## Informació addicional
El 1939, el New York Herald Tribune va publicar que Dika Newlin era l'alumne amb la puntuació de quocient intel·lectual més alta de la Universitat Estatal de Michigan d'aleshores.
El 13 d'agost de 1964 Newlin va ser a Londres per a l'estrena de la versió completa de la inacabada desena Simfonia de Mahler, preparada per Deryck Cooke. Després del concert, va lliurar a Cooke la Medalla Kilenyi Mahler de la Bruckner Society of America.
Amb 70 anys, Dika Newlin va fer de model per un calendari pin-up.
Segons uns periodistes que la van entrevistar a casa seva, Dika Newlin tenia una armadura medieval penjada sobre el matalàs del llit del seu dormitori.
Durant les dècades de 1980 i 1990, sovint es podia veure Dika Newlin a Richmond, per Grace Street, portant els seus papers i altres pertinences en un carro de la compra, anant entre la seva feina docent a VCU i la de columnista a Richmond Newspapers, situades a unes 12 illes de distància. Normalment, portava un vestit cridaner i els llavis pintats de vermell. Al final de la caminada, esbufegava de l'esforç. Aquesta imatge còmica que presentava en aquestes passejades diàries va fer que se la conegués localment com The Bag Lady of Music.
Dika Newlin va morir a Richmond, Virgínia, per les complicacions d'un braç trencat, a causa d'un accident que va tenir el 30 de juny de 2006.

## Publicacions
- Bruckner, Mahler, Schoenberg (1938-1941)
- Schoenberg Remembered: Diaries and Recollections (1938-1976). Nova York: Pendragon Press (1980)
- A Final Music Testament. The New Leader (1964)